# Мартінамор
Мартінамор (ісп. Martinamor) — муніципалітет в Іспанії, у складі автономної спільноти Кастилія-і-Леон, у провінції Саламанка. Населення — 81 особи (2021).
Муніципалітет розташований на відстані близько 170 км на захід від Мадрида, 18 км на південь від Саламанки.
На території муніципалітету розташовані такі населені пункти: (дані про населення за 2010 рік)
- Куатро-Кальсадас: 9 осіб
- Мартільян: 0 осіб
- Мартінамор: 65 осіб
- Матамала: 9 осіб
- Ревілья: 2 особи
- Урбанісасьйон-Мірасьєрра: 19 осіб

## Демографія
Динаміка населення (INE ):

## Зовнішні посилання
- Провінційна рада Саламанки: індекс муніципалітетів [Архівовано 23 квітня 2009 у Wayback Machine.]
- Посилання на Google Maps